# Pollinello-Dolcedorme
Pollinello-Dolcedorme este o arie protejată (arie specială de conservare — SAC, sit de importanță comunitară — SCI) din Italia întinsă pe o suprafață de 140 ha, integral pe uscat.

## Localizare
Centrul sitului Pollinello-Dolcedorme este situat la coordonatele 39°53′28″N 16°12′02″E / 39.891111°N 16.200556°E.

## Înființare
Situl Pollinello-Dolcedorme a fost declarat sit de importanță comunitară în septembrie 1995 pentru a proteja 2 specii de plante și 9 specii de animale. Situl a fost protejat și ca arie specială de conservare în iunie 2017.

## Biodiversitate
Situată în ecoregiunea mediteraneană, aria protejată conține 7 habitate naturale: Păduri de pin oro-mediteraneene de altitudine, Grohotișuri termofile și vest-mediteraneene, Pajiști alpine și subalpine calcaroase, Pante stâncoase calcaroase cu vegetație casmofită, Pajiști alpine și boreale, Pajiști uscate seminaturale și facies de acoperire cu tufișuri pe substraturi calcaroase (Festuco-Brometalia) (* situri importante pentru orhidee), Păduri de fag din Apenini cu Abies alba și păduri de fag cu Abies nebrodensis.
La baza desemnării sitului se află mai multe specii protejate:
- plante (2): Himantoglossum adriaticum, Stipa austroitalica
- păsări (7): potârnichea de stâncă (Alectoris graeca), fâsă-de-câmp (Anthus campestris), acvilă de munte (Aquila chrysaetos), ciocănitoare neagră (Dryocopus martius), șoim călător (Falco peregrinus), vulturul pleșuv sur (Gyps fulvus), ciocârlie de pădure (Lullula arborea)
- mamifere (1): lupul (Canis lupus)
- nevertebrate (1): Buprestis splendens

Pe lângă speciile protejate, pe teritoriul sitului au mai fost identificate 25 de specii de plante, 1 specie de mamifere.